# Пам'ятник Григорію Хомишину
Пам'ятник Григорію Хомишину — пам'ятник Блаженному священномученику, громадському та церковному діячеві Григорію Хомишину, встановлений у м. Чортків на Тернопільщині.
Розташований на вулиці Степана Бандери та території катехитичної академії.
Оголошений пам'яткою монументального мистецтва місцевого значення, охоронний номер 1890.

## Відомості
Пам'ятник встановлено в 2002 році.